# Rajec (Słowacja)
Rajec – miasto w północno-zachodniej Słowacji, w kraju żylińskim (powiat Żylina). W 2016 roku liczyło blisko 6 tys. mieszkańców.

## Położenie
Leży w środkowej części Kotliny Rajeckiej, ograniczonej od wschodu pasmem Luczańskiej Małej Fatry, a od zachodu utworami Sulowskich Wierchów. Przez centrum miejscowości przepływa rzeka Rajčanka. Przez miasto biegnie droga krajowa nr 64, a od strony północnej dochodzi do niego (i tu się kończy stacją Rajec) linia kolejowa z Żyliny.

## Historia
Pierwsza pisemna wzmianka o osadzie Raich, stanowiącej część majątków biskupstwa w Nitrze, pochodzi z 1193 roku. W XIV w. miejscowość stała się częścią feudalnego „państwa” z siedzibą na zamku Lietava. Pierwsze informacje o Rajcu jako mieście pochodzą z 1397 roku, kiedy otrzymał on pierwsze przywileje. Umożliwiły one rozwój handlu i rzemiosła. Do tego okresu nawiązują złote monety z czasów Zygmunta Luksemburskiego i Albrechta II Habsburga, znalezione na terenie rajeckiego rynku.
W roku 1604 uzyskał Rajec prawo organizowania dorocznych jarmarków, zaś w 1609 r. jego mieszkańcy zostali uwolnieni od płacenia myta na terenie całego królestwa węgierskiego. W 1619 r. Rajec otrzymał prawo organizowania cotygodniowych targów.
W roku 2001 miasto miało 6074 mieszkańców z czego 98,86% było narodowości słowackiej, a 0,68% – narodowości czeskiej. 92,79% mieszkańców miasta deklarowało przynależność do kościoła rzymskokatolickiego, a 1,89% – do luterańskiego. Ateiści stanowili 3,42% populacji miasta.

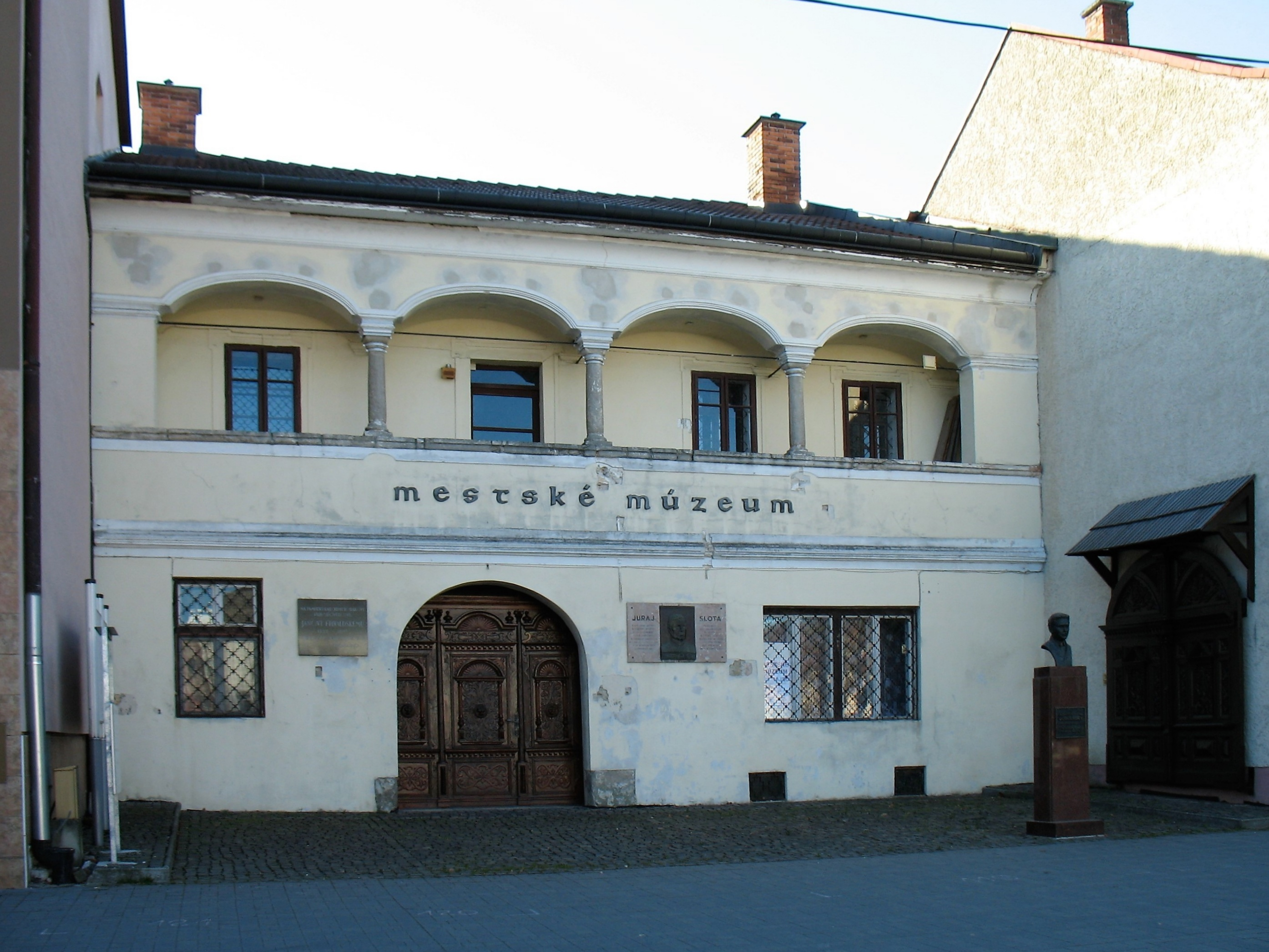
Muzeum
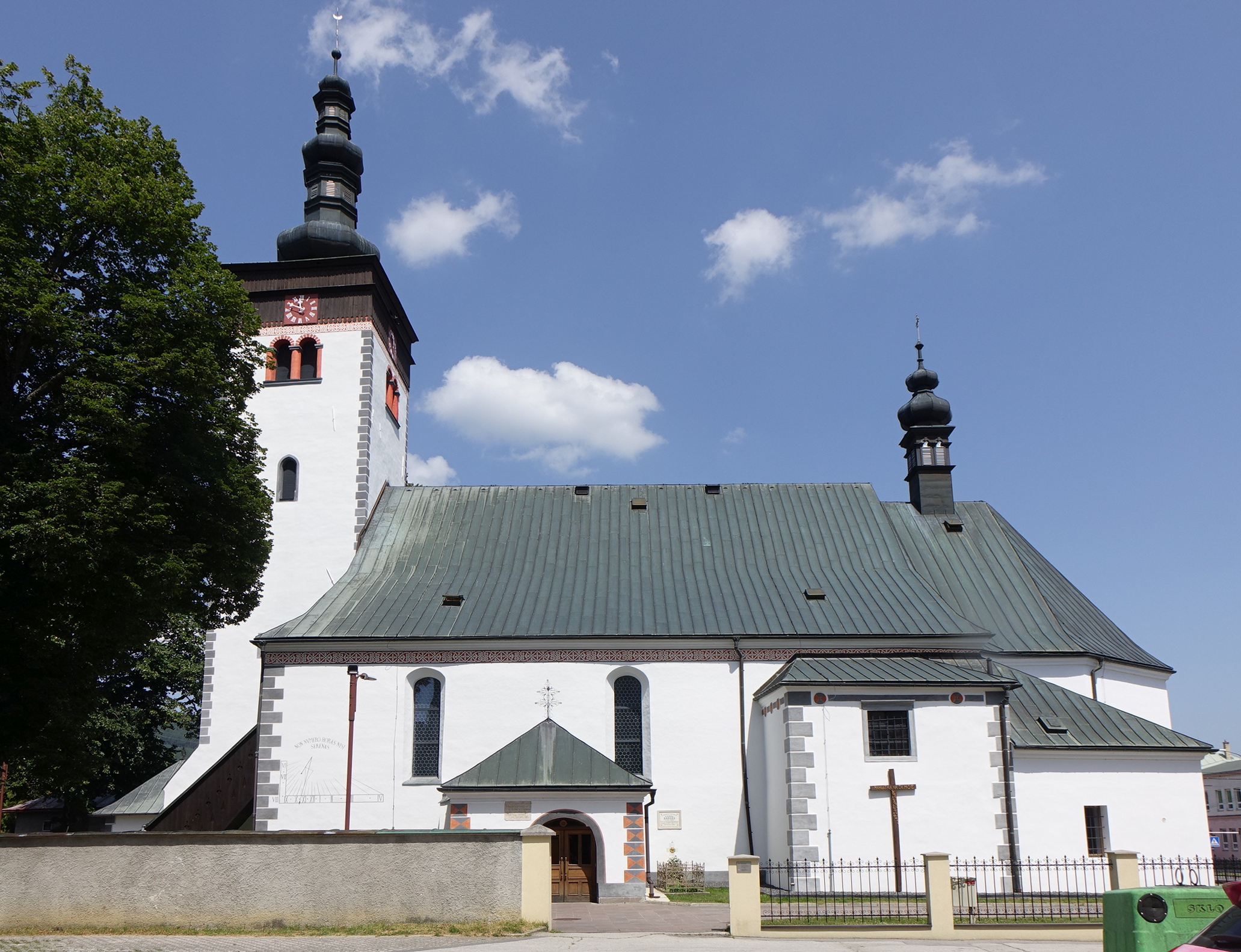
Kościół
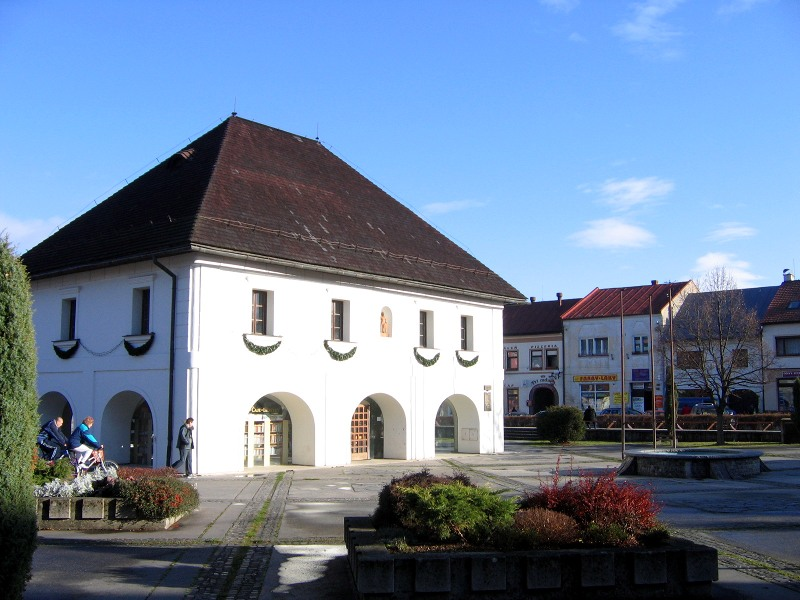
Plac SNP
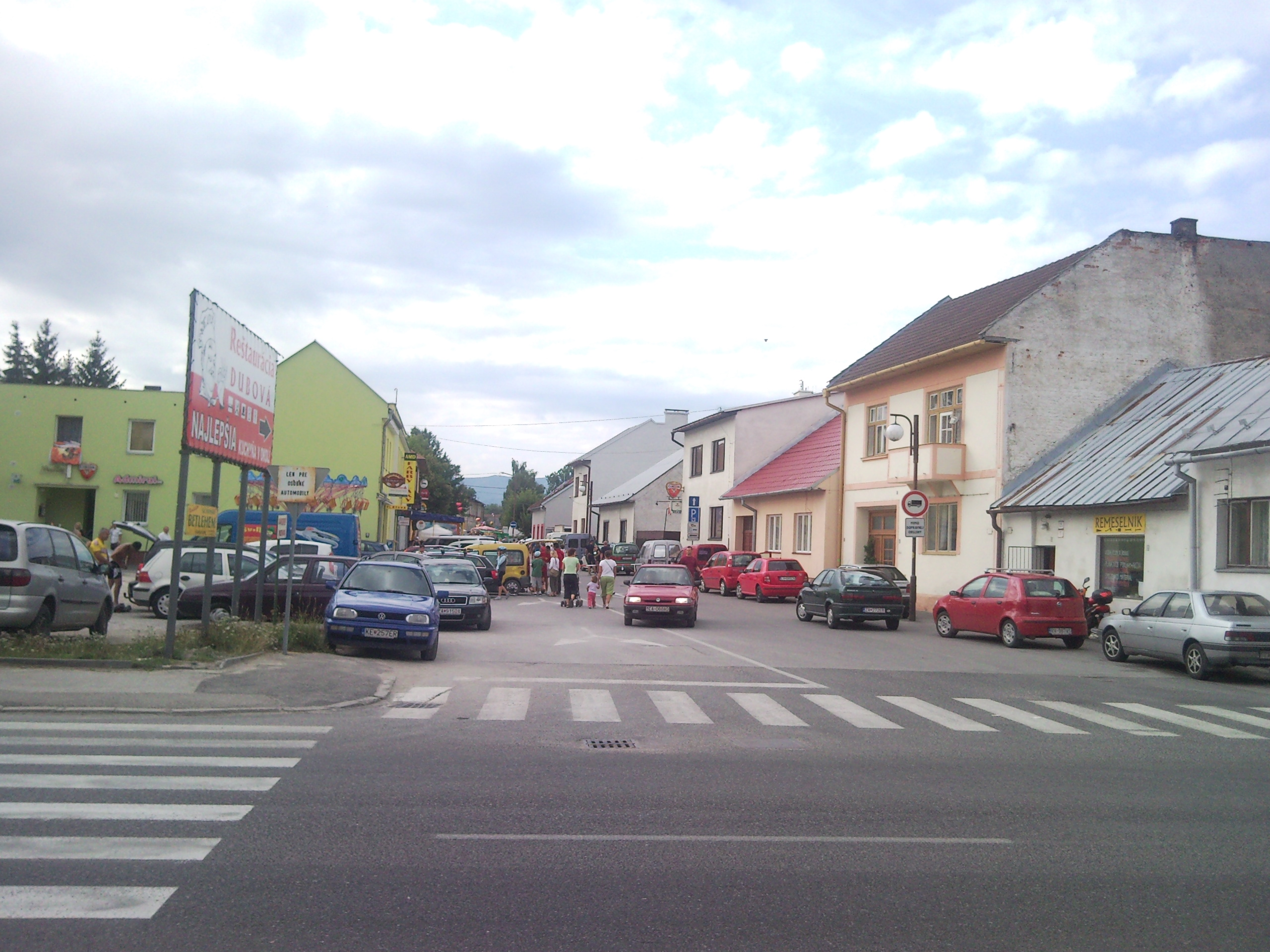
Jedna z ulic